# شهرستان تورکا
شهرستان تورکا (به لاتین: Turka Raion) یک منطقهٔ مسکونی در اوکراین است که در استان لووف واقع شده‌است.

## خصوصیات
شهرستان تورکا ۵۴٬۹۰۶ نفر جمعیت دارد.